# Franse parlementsverkiezingen 1893
Op 20 augustus en 3 september 1893 werden er in Frankrijk parlementsverkiezingen gehouden die werden gewonnen door de Gematigde Republikeinen (Républicains Modéré).

## Uitslag

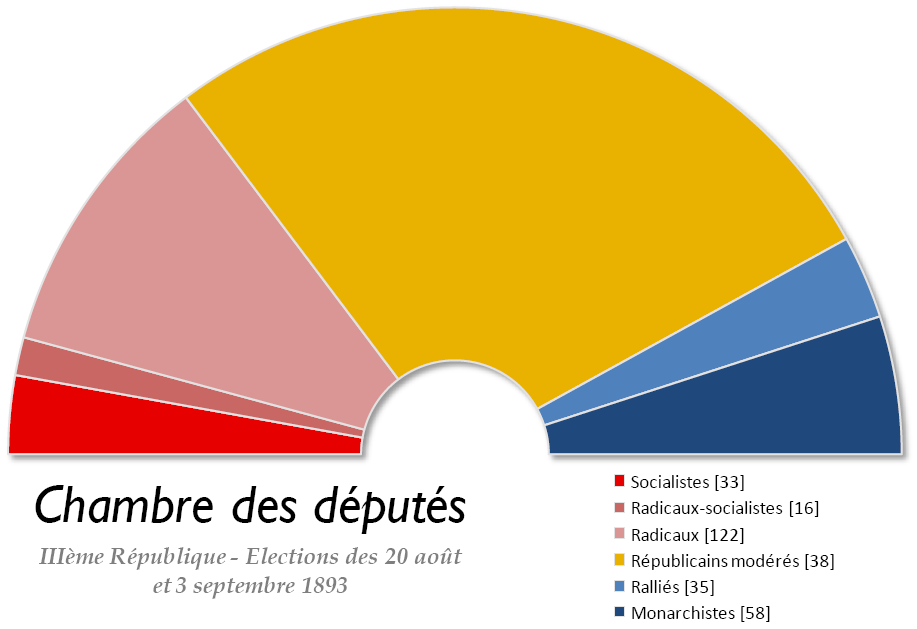
Verkiezingsuitslag

| Politieke stroming/partij      | stemmen   | zetels | %      |
| ------------------------------ | --------- | ------ | ------ |
| Gematigde Republikeinen        | 3.181.670 | 317    | 42,85% |
| Radicalen                      | 1.986.879 | 122    | 26,75% |
| Monarchisten                   | 1.000.381 | 58     | 13,47% |
| Rooms-Katholieke Republikeinen | 458.16    | 35     | 6,17%  |
| Socialisten                    | 293.146   | 18     | 3,95%  |
| Linkse Radicalen               | 260.574   | 16     | 3,51%  |
| Onafhankelijke Socialisten     | 244.288   | 15     | 3,29%  |